# Jan Lermer
Jan Jakub Lermer (ur. 15 listopada 1899 w Bieżanowie, zm. wiosną 1940 w Charkowie) – kapitan piechoty Wojska Polskiego, działacz niepodległościowy, ofiara zbrodni katyńskiej.

## Życiorys
Urodził się 15 listopada 1899 w Bieżanowie, w ówczesnym powiecie wielickim Królestwa Galicji i Lodomerii, w rodzinie Juliusza i Marii z Westreichów.
W czasie I wojny światowej walczył w szeregach II Brygady Legionów Polskich. Od 1919 walczył w szeregach 36 pułku piechoty Legii Akademickiej.
Po zakończeniu działań wojennych pozostał w wojsku jako podoficer zawodowy i kontynuował służbę w 36 pp w Warszawie, a następnie w 72 pułku piechoty w Radomiu. Awansował na chorążego. 15 sierpnia 1928 prezydent RP mianował go podporucznikiem ze starszeństwem z 1 sierpnia 1928 i 11. lokatą w korpusie oficerów piechoty, a minister spraw wojskowych wcielił do 54 pułku piechoty w Tarnopolu. 2 grudnia 1930 prezydent RP nadał mu stopień porucznika z dniem 1 stycznia 1931 i 14. lokatą w korpusie oficerów piechoty. Na kapitana został awansowany ze starszeństwem z 19 marca 1937 i 273. lokatą w korpusie oficerów piechoty. W 1938 został przeniesiony do batalionu KOP „Sejny” na stanowisko dowódcy kompanii karabinów maszynowych. 
24 sierpnia 1939 w czasie mobilizacji objął dowództwo 2. kompanii karabinów maszynowych 134 pułku piechoty i na jej czele walczył w kampanii wrześniowej. W nieznanych okolicznościach, po agresji ZSRR na Polskę dostał się do niewoli sowieckiej i został osadzony w obozie w Starobielsku. Wiosną 1940 został zamordowany przez funkcjonariuszy NKWD w Charkowie i pogrzebany potajemnie w bezimiennej mogile zbiorowej w Piatichatkach, gdzie od 17 czerwca 2000 mieści się oficjalnie Cmentarz Ofiar Totalitaryzmu w Charkowie. Figuruje na tzw. liście Gajdideja (poz. 1936).
5 października 2007 minister obrony narodowej Aleksander Szczygło mianował go pośmiertnie na stopień majora. Awans został ogłoszony 9 listopada 2007 w Warszawie, w trakcie uroczystości „Katyń Pamiętamy – Uczcijmy Pamięć Bohaterów”.

## Ordery i odznaczenia
- Krzyż Niepodległości – 15 kwietnia 1932 „za pracę w dziele odzyskania niepodległości”[19][1][20][21]
- Krzyż Walecznych[9][22]